# Livmoder
Livmodern (lat. uterus, grek. hyster) är ett honligt sexualorgan som finns hos alla däggdjur med undantag av kloakdjuren. Kved är ett något ålderdomligt ord för livmoder, men används ännu i ordet utomkvedshavandeskap.

## Livmoderns evolutionära utveckling

### Pungdjur
Hos primitiva däggdjur som pungdjur förekommer de inre könsorganen i dubbla uppsättningar. Varje livmoder är en kraftig muskel med två öppningar, dels en uppåt mot var sin äggledare, som går till var sin äggstock dels nedåt mot livmoderhalsen (cervix),  vars mynning kallas yttre livmodermunnen och är livmoderns yttre gräns mot slidan (vagina). Pungdjuren har sedan tre slidor. De två vid sidan är till för spermans transport till livmodern och ägget, medan den i mitten är till för den lilla nyfödda ungens transport ut och sedan vidare till pungen där den utvecklas vidare. Anledningen till att dessa tre vaginor evolutionärt inte har kunnat växa ihop till en är att urinledarna går igenom håligheten mellan dem. Nedanför blir de tre vaginorna till en gemensam utgång.

### Hardjur och gnagare
Mer avancerade däggdjur som  gnagare och hardjur har två äggstockar som var för sig är förbundna med var sin äggledare som i sin tur går ihop i två långa livmodershorn och livmodershalsar. De två systemen löper sedan parallellt tills de möts i slidan. Att livmodershornen är långa beror på att hardjur och gnagare får många ungar på en gång.

### Högre däggdjur
Fortsatt evolution har gjort att livmödrarna smält samman, så är fallet hos primater, såsom människan, där båda äggledarna mynnar i en enda livmoder.
Hos honor i fertil ålder växer livmoderns innersta skikt, livmoderslemhinnan (endometrium), till som ett led i brunstcykeln. Detta absorberas av kroppen om honan inte blir gravid. Hos högre apor inklusive människan så är absorptionen inte fullständig, utan en del av livmoderslemhinnan utstöts i form av menstruation. Efter den fertila fasen i honans liv, vid menopausen, upphör denna cykliska tillväxt och avstötning av livmoderslemhinnan, och livmodern i helhet blir något mindre.

## Graviditet hos människan
Om kvinnan får orgasm under samlag, och om mannen vid utlösning deponerar sina spermier i slidan uppe bakom den yttre livmodermunnen, så hjälper livmodermuskelns rytmiska rörelser spermierna att förflytta sig mot ägget. Befruktning kan även ske utan att kvinnan får orgasm, eftersom spermierna kan förflytta sig själva, eller om ett ägg befruktats via IVF. Om befruktning sker, så stängs den yttre livmodermunnen av en slempropp som är kvar till strax före förlossningen. Hos en kvinna som inte haft ägglossning, i menstruationscykeln, är cellerna i yttre livmodermunnen och i livmoderhalsen inte inställda för befruktning. Det slem spermierna behöver för sin förflyttning skapas då inte. 
Om kvinnan blir gravid så ökar livmodern kraftigt sin tillväxt. Inte bara i volym utan också i väggarnas tjocklek i akt och mening att kunna föda fram barnet genom nedåtriktade muskelsammandragningar. Fostret är förbundet med livmoderväggen genom navelsträngen och moderkakan.
Inför förlossningen bedöms vilket stadium kvinnan är i. Barnmorskan kallar den tidiga, omogna formen, för fast, sluten och bakåtriktad, vilket innebär att livmodertappen inne i slidan är hård som en nästipp, livmodermunnarna är slutna och den yttre livmodermunnen ligger vänd bakåt mot kvinnans stjärt. Under livmoderns fortsatta muskelarbete inför förlossningen förändras så småningom hela livmoderhalsen till en mjuk elastisk, tunn hinna. Denna förändring börjar vid den inre livmodermunnen och slutar med att den yttre livmodermunnen står helt öppen för barnets huvud, som sen kan tränga ned i slidan. Livmodern fortsätter att dra samman sig tills kvinnan har fött fram barnet och moderkakan helt. I samband med att barnet tränger ned i slidan kan kvinnan bidra till framfödandet genom att krysta med sina magmuskler och muskulaturen i bäckenbotten.
Så snart livmodern är tömd på allt sitt innehåll (moderkaka, fosterhinnor och fostervatten) återtar den sin ursprungliga storlek och konsistens. Denna återgång tar 6-8 veckor. Den enda synliga förändringen är att den yttre livmodermunnen är munformad istället för som tidigare ett litet runt hål. Myometriumet är livmoderns tjocka muskelvägg som består av glatta muskler. 